# چرخه کربنات–سیلیکات

این شکل، جنبه‌های زمین‌شناختی و فرآیندهای چرخه سیلیکات-کربنات را در یک چرخهٔ کربن طویل‌المدت نشان می‌دهد.

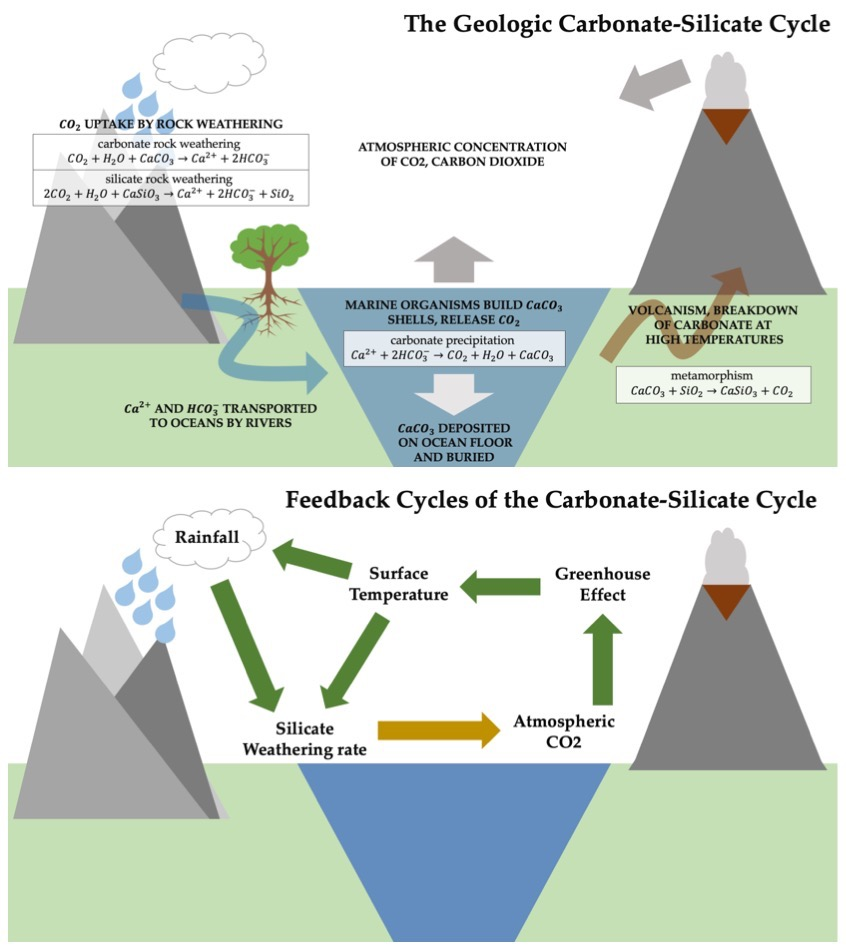
این تصویر، رابطهٔ میان فرآیندهای فیزیکی و شیمیایی مختلفی را نشان می‌دهد که چرخه کربنات-سیلیکات را تشکیل می‌دهند.

چرخهٔ ژئوشیمیایی کربنات–سیلیکات (انگلیسی: carbonate–silicate geochemical cycle) فرایندی است که طی آن، سنگ‌های سیلیکات در سطح زمین، در اثر هوازدگی و رسوب‌گذاری، به سنگ‌های کربنات مبدل می‌شوند و سپس سنگ‌های کربنات در اثرِ دگرگونی و ماگماتیسم مجدداً به سنگ‌های سیلیکاتی تبدیل می‌شوند. این فرایندها، نقش مهمی در چرخه کربن ایفا می‌کند؛ چراکه نقطهٔ تعادل ترمودینامیکی چرخهٔ کربنات–سیلیکات، سرعت آزادسازی کربن از لیتوسفر را تعیین می‌کند.
چرخهٔ کربنات–سیلیکات چندین واکنش شیمیایی را در بر می‌گیرد که در محیط‌های گوناگون رخ می‌دهد. در جو زمین، دی‌اکسید کربن (CO2) در آب باران حل شده و کربنیک اسید طبیعی پدیدار می‌شود. این اسید ضعیف موجب هوازدگی سنگ‌های سیلیکاتی در سطح کرهٔ زمین می‌شود و به‌آرامی آن را حل می‌کند و مطابق واکنش شیمیایی ذیل، املاح معدنی محلول در آب به وجود می‌آورد:
CaSiO3(s) (wollastonite) + 2CO2(g) + H2O(l) <=> Ca2+
(aq) + 2HCO−
3 (aq) (بی‌کربنات) + SiO2(aq) (سیلیس محلول).
این املاح معدنی محلول، در نهایت توسط رودخانه‌ها، به اقیانوس‌ها می‌رسند و توسط موجوداتی نظیر روزن‌داران، شعاعیان، کوکولیتوفورها و دیاتوم‌ها از طریق واکنش شیمیایی زیر، جهت ساخت صدف یا پوسته‌های سختی از جنس کلسیت (CaCO3) یا اوپال (SiO2)، مورد استفاده واقع می‌شوند:
Ca2+ (aq) + 2HCO3−
(aq) → CaCO3(s) + CO2(g) + H2O(l) (برای فرایند کلسیتی)
SiO2(aq) → SiO2(s) (برای فرایند اوپالی)
وقتی که این موجودات زنده می‌میرند، بسیاری از صدف‌ها و پوسته‌های سخت‌شان دوباره معدنی می‌شود (remineralization)، اما مقدار کمی هم به کف دریا می‌رسد و در آنجا دفن می‌شود. این چرخه زمانی تکمیل می‌شود که کف دریا یا اقیانوس دچار فرورانش شود و املاح کربناتی، دوباره با املاح سیلیکاتی ترکیب شده و گاز دی‌اکسید کربن (CO2) از طریق آتشفشان‌خیزی و واکنش زیر، به جو کرهٔ زمین بازگردد:
CaCO3(s) + SiO2(s) <=> CaSiO3(s) + CO2(g).
بدین ترتیب، چرخهٔ کربنات–سیلیکات، بر روی چرخهٔ کلی کربن تأثیر می‌گذارد. البته باید توجه داشت که این چرخه، به‌هیچ‌وجه یک سامانه اکولوژیکی بسته نیست. در تاریخچهٔ زمین، معمولاً فرایند تولید کربنات به میزان قابل توجهی از تولید سیلیکات سبقت دارد و بدین ترتیب به‌طور مؤثری، دی‌اکسید کربن را از جو زمین محو می‌کند. از آنجایی که دی‌اکسید کربن یکی از گازهای گل‌خانه‌ای قوی و مهم است، چرخهٔ کربنات–سیلیکات قاعدتاً می‌بایست از طریق «خودتنظیمی منفی»، موجب کاهش دمای کرهٔ زمین و آغاز یک عصر یخ‌بندان در عرض چند میلیون سال شود که قادر است بر اثرات کوتاه‌مدت «خودتنظیمی مثبتِ» بخار آب و دی‌اکسید کربن بر روی دمای جهانی، غلبه کند.
نقطهٔ تعادل چرخهٔ کربنات–سیلیکات در سیارهٔ زهره، به‌دلیلِ دمای سطحی بیش از ۳۰۰ درجه در سطح آن، دچار تغییر و جابجایی شده‌است به نحوی که، بیشتر به نفع تولید «سیلیکات کلسیم» است تا پدیدهٔ هوازدگی. شاید به همین سبب است که جو زهره، غلظتِ دی‌اکسید کربنِ زیادی دارد.